# Karl Amadeus Hartmann

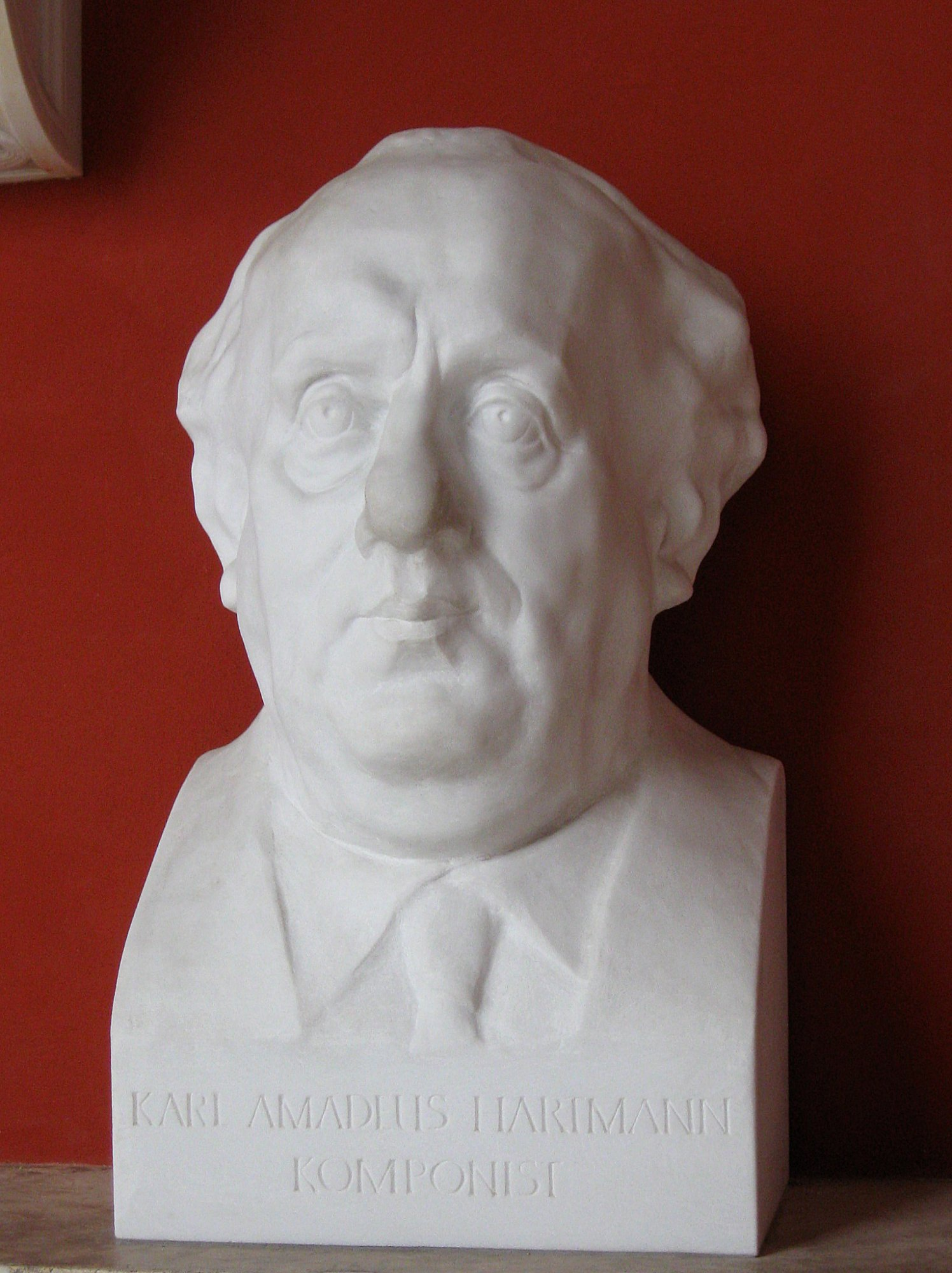
Borstbeeld van Karl Amadeus Hartmann in de Ruhmeshalle in München, vervaardigd in 1999 door Wolfgang Eckert.

Karl Amadeus Hartmann (München, 2 augustus 1905 – aldaar, 5 december 1963) was een Duits componist, die in het bijzonder als symfonicus wordt beschouwd.
Hartmann is typisch een van de Duitse componisten uit die generatie, die na de Tweede Wereldoorlog tussen wal en schip dreigden te vallen: zij waren eigenlijk te oud om tot de avant-garde te behoren, maar ook te jong voor het establishment.

## Biografie
Karl Amadeus Hartmann werd in 1905 geboren als zoon van het echtpaar Friedrich Richard en Gertrud Hartmann. Zijn vader was kunstschilder. Van 1924 tot 1929 studeerde hij trombone en compositie aan de Hochschule für Musik und Theater te München, onder meer bij Joseph Haas. In 1934 trouwde hij met Elisabeth Reussmann. Vanaf 1928 was Hermann Scherchen zijn belangrijkste mentor.
Hartmann was overtuigd communist, en gedurende het bewind van Hitler werd het voor hem uiteindelijk onmogelijk zijn werken nog uitgevoerd te krijgen. Al in 1934 werd uitvoering van zijn vroege symfonisch gedicht Miserae door de nazi's verboden. Het is eigenlijk een wonder te noemen, dat hij deze periode in nazi-Duitsland überhaupt heeft overleefd. Daarvoor waren dan ook bijzondere overlevingsstrategieën noodzakelijk. Zo is Hartmann jarenlang aan de dienstplicht ontsnapt door doelbewust efedrine te slikken, hetgeen de controlerende artsen indertijd de indruk gaf, dat hij ernstige hartafwijkingen had.
In 1941 reisde Hartmann naar Wenen, waar hij een jaar privéles had van Anton Webern, die toen nog relatief onbekend was. Hartmanns wilde vooral met Webern in contact treden om nader te komen tot zijn in 1935 gestorven voorbeeld Alban Berg. Hartmanns werk kan wellicht worden gezien als een niet-serieel vervolg op de Tweede Weense School; het heeft enerzijds de expressie van het werk van Berg, maar dan veel intenser en ruwer, en anderzijds, met name na 1945, de uitgewogen constructie van het werk van Webern zonder diens extreme beknoptheid.
Na de Tweede Wereldoorlog begon Hartmann met het organiseren van de concertserie Musica Viva, gewijd aan de avant-garde muziek, waardoor hij in contact kwam met vele belangrijke kunstenaars en componisten van zijn tijd, waaronder ook de jongste generatie. In zijn nalatenschap bevindt zich een serie "brieven" van onder anderen Pierre Boulez, Olivier Messiaen, Luigi Nono, Jean Cocteau en Joan Miró.
Hartmann overleed op 5 december 1963 aan kanker. Zijn zoon Richard (geboren in 1935) heeft zijn nalatenschap met hulp van musicologen zorgvuldig gecategoriseerd.
In 2005 werd Hartmanns 100e geboortedag herdacht met vele concerten en tentoonstellingen in de 144 Goethe Instituten wereldwijd.

## Werken
Acht symfonieën
- Symfonie nr. 1 Versuch eines Requiems (1935/36; rev. 1954/55)
- Adagio (Symfonie nr. 2) (1946)
- Symfonie nr. 3 (1948/49)
- Symfonie nr. 4 (1947) voor strijkorkest
- Symfonie concertante (Symfonie nr. 5) (1950)
- Symfonie nr. 6 (1951/53)
- Symfonie nr. 7 (1958)
- Symfonie nr. 8 (1960/62)

Opera's
- Wachsfigurenkabinett (1929/30), vijf kleine opera's op een libretto van Erich Bormann:

1. Leben und Sterben des heiligen Teufels
2. Der Mann, der vom Tod auferstand
3. Chaplin Ford Trott
4. Fürwahr…?!
5. Die Witwe von Ephesus

- Des Simplicius Simplicissimus Jugend. Bilder einer Entwicklung aus dem deutschen Schicksal (1934–1936) op een libretto van Hermann Scherchen, Wolfgang Petzet en K.A. Hartmann, naar Hans Jakob Christoffel von Grimmelshausen)
  - Herziene versie: Simplicius Simplicissimus. Drei Szenen aus seiner Jugend (1956/57)

Zeven soloconcerten
Onder meer:
- Concerto funèbre voor viool en strijkorkest (1939, herzien 1959)

Kamermuziek
- Strijkkwartet nr. 1 Carillon (1933)
- Strijkkwartet nr. 2 (1945)

Pianomuziek
- Jazz-Toccata und -Fuge (1928)
- Sonatine (1931)
- Sonate (1945)